# Copa Carlos Dittborn
La Copa Carlos Dittborn Pinto fue un torneo amistoso de fútbol nombrado en honor a Carlos Dittborn, quien fuera Presidente del Comité Organizador de Chile de la Copa Mundial de Fútbol de 1962. El torneo fue una copa de fútbol amistosa que se disputó entre las selecciones nacionales de fútbol de Argentina y Chile. La primera versión data de 1962 y fue disputada en 9 ocasiones, obteniendo Argentina 8 títulos y Chile 1.
Siempre se disputó jugando dos encuentros, uno en cada país, con excepción de la última edición, en 1976, en que se jugó un solo partido, en Argentina.

## Palmarés

### Por edición
| Año  | Ganador   |
| ---- | --------- |
| 1962 | Argentina |
| 1964 | Argentina |
| 1965 | Argentina |
| 1968 | Argentina |
| 1971 | Argentina |
| 1972 | Argentina |
| 1973 | Chile     |
| 1974 | Argentina |
| 1976 | Argentina |

### Por selección
| Títulos | País      | Años                                           |
| ------- | --------- | ---------------------------------------------- |
| 8       | Argentina | 1962, 1964, 1965, 1968, 1971, 1972, 1974, 1976 |
| 1       | Chile     | 1973                                           |

## Ediciones

### 1962
| 7 de noviembre | Chile    | 1:1 (1:1) | Argentina  | Estadio Nacional, Santiago de Chile                              |                                                                  |
|                | Landa 2' |           | 10' Artime | Asistencia: 63 560 espectadores Árbitro(s): Carlos Robles Robles | Asistencia: 63 560 espectadores Árbitro(s): Carlos Robles Robles |

| 21 de noviembre | Argentina  | 1:0 (0:0) | Chile | Estadio Monumental, Buenos Aires |                                 |
|                 | Artime 78' |           |       | Árbitro(s): José Luis Praddaude  | Árbitro(s): José Luis Praddaude |

| Equipo    | Pts | PJ | PG | PE | PP | GF | GC | Dif |
| --------- | --- | -- | -- | -- | -- | -- | -- | --- |
| Argentina | 3   | 2  | 1  | 1  | 0  | 2  | 1  | +1  |
| Chile     | 1   | 2  | 0  | 1  | 1  | 1  | 2  | -1  |

### 1964
| 24 de septiembre | Argentina                                                 | 5:0 (3:0) | Chile | Estadio Monumental, Buenos Aires |                               |
|                  | Artime 3', 42' · Onega 32' · Rendo 49' · Rendo 69' (pen.) |           |       | Árbitro(s): Aurelio Bossolino    | Árbitro(s): Aurelio Bossolino |

| 14 de octubre | Chile       | 1:1 (1:1) | Argentina  | Estadio Nacional, Santiago de Chile                              |                                                                  |
|               | Verdejo 23' |           | 39' Rattin | Asistencia: 63 077 espectadores Árbitro(s): Carlos Robles Robles | Asistencia: 63 077 espectadores Árbitro(s): Carlos Robles Robles |

| Equipo    | Pts | PJ | PG | PE | PP | GF | GC | Dif |
| --------- | --- | -- | -- | -- | -- | -- | -- | --- |
| Argentina | 3   | 2  | 1  | 1  | 0  | 6  | 1  | +5  |
| Chile     | 1   | 2  | 0  | 1  | 1  | 1  | 6  | -5  |

### 1965
| 14 de julio | Argentina | 1:0 (1:0) | Chile | Estadio Monumental, Buenos Aires |                                |
|             | Rojas 28' |           |       | Árbitro(s): Roberto Goicoechea   | Árbitro(s): Roberto Goicoechea |

| 21 de julio | Chile       | 1:1 (0:0) | Argentina | Estadio Nacional, Santiago de Chile                    |                                                        |
|             | Sánchez 55' |           | 75' Mas   | Asistencia: 59 915 espectadores Árbitro(s): Mario Gasc | Asistencia: 59 915 espectadores Árbitro(s): Mario Gasc |

| Equipo    | Pts | PJ | PG | PE | PP | GF | GC | Dif |
| --------- | --- | -- | -- | -- | -- | -- | -- | --- |
| Argentina | 3   | 2  | 1  | 1  | 0  | 2  | 1  | +1  |
| Chile     | 1   | 2  | 0  | 1  | 1  | 1  | 2  | -1  |

### 1968
| 27 de noviembre | Argentina                                   | 4:0 (2:0) | Chile | Estadio Gigante de Arroyito, Rosario |                               |
|                 | Veglio 10' · Fischer 14', 82' · Minitti 79' |           |       | Árbitro(s): Aurelio Bossolino        | Árbitro(s): Aurelio Bossolino |

| 4 de diciembre | Chile                        | 2:1 (0:1) | Argentina | Estadio Nacional, Santiago de Chile                             |                                                                 |
|                | Fouilloux 48' · Olivares 58' |           | 33' Rendo | Asistencia: 34 871 espectadores Árbitro(s): Jaime Amor Palacios | Asistencia: 34 871 espectadores Árbitro(s): Jaime Amor Palacios |

| Equipo    | Pts | PJ | PG | PE | PP | GF | GC | Dif |
| --------- | --- | -- | -- | -- | -- | -- | -- | --- |
| Argentina | 2   | 2  | 1  | 0  | 1  | 5  | 2  | +3  |
| Chile     | 2   | 2  | 1  | 0  | 1  | 2  | 5  | -3  |

### 1971
| 21 de julio | Chile                     | 2:2 (0:1) | Argentina        | Estadio Nacional, Santiago de Chile                           |                                                               |
|             | Viveros 54' · Vásquez 84' |           | 41', 84' Bianchi | Asistencia: 46 721 espectadores Árbitro(s): Arturo Ithurralde | Asistencia: 46 721 espectadores Árbitro(s): Arturo Ithurralde |

| 4 de agosto | Argentina   | 1:0 (0:0) | Chile | Estadio La Bombonera, Buenos Aires |                                |
|             | Fischer 87' |           |       | Árbitro(s): Lorenzo Cantillana     | Árbitro(s): Lorenzo Cantillana |

| Equipo    | Pts | PJ | PG | PE | PP | GF | GC | Dif |
| --------- | --- | -- | -- | -- | -- | -- | -- | --- |
| Argentina | 3   | 2  | 1  | 1  | 0  | 3  | 2  | +1  |
| Chile     | 1   | 2  | 0  | 1  | 1  | 2  | 3  | -1  |

### 1972
| 1 de junio | Chile                         | 3:4 (0:1) | Argentina                                    | Estadio Nacional, Santiago de Chile                                    |                                                                        |
|            | Caszely 49' · Valdes 56', 88' |           | 4', 54' Mas · 48' Raimondo · 63' Mastrangelo | Asistencia: 38 482 espectadores Árbitro(s): Humberto Orestes Dellacasa | Asistencia: 38 482 espectadores Árbitro(s): Humberto Orestes Dellacasa |

| 27 de septiembre | Argentina                | 2:0 (1:0) | Chile | Estadio José Amalfitani, Buenos Aires |                              |
|                  | Brindisi 34' · Ayala 63' |           |       | Árbitro(s): Alberto Martínez          | Árbitro(s): Alberto Martínez |

| Equipo    | Pts | PJ | PG | PE | PP | GF | GC | Dif |
| --------- | --- | -- | -- | -- | -- | -- | -- | --- |
| Argentina | 4   | 2  | 2  | 0  | 0  | 6  | 3  | +3  |
| Chile     | 0   | 2  | 0  | 0  | 2  | 3  | 6  | -3  |

### 1973
| 13 de julio | Argentina                                       | 5:4 (3:2) | Chile                                        | Estadio La Bombonera, Buenos Aires |                           |
|             | Guerini 1' · Ayala 19', 85' · Brindisi 33', 69' |           | 18', 34'Ahumada · 55' Crisosto · 60' Caszely | Árbitro(s): Armando Nunes          | Árbitro(s): Armando Nunes |

| 18 de julio | Chile                           | 3:1 (2:1) | Argentina           | Estadio Nacional, Santiago                                      |                                                                 |
|             | Crisosto 14' · Caszely 34', 55' |           | 44' (pen.) Brindisi | Asistencia: 35 000 espectadores Árbitro(s): Ángel Eduardo Pazos | Asistencia: 35 000 espectadores Árbitro(s): Ángel Eduardo Pazos |

| Equipo    | Pts | PJ | PG | PE | PP | GF | GC | Dif |
| --------- | --- | -- | -- | -- | -- | -- | -- | --- |
| Chile     | 2   | 2  | 1  | 0  | 1  | 7  | 6  | +1  |
| Argentina | 2   | 2  | 1  | 0  | 1  | 6  | 7  | -1  |

### 1974
| 7 de noviembre | Chile | 0:2 (0:0) | Argentina                   | Estadio Nacional, Santiago de Chile                                |                                                                    |
|                |       |           | 79' J.J López · 89' Ferrero | Asistencia: 17 936 espectadores Árbitro(s): Alberto José Ducatelli | Asistencia: 17 936 espectadores Árbitro(s): Alberto José Ducatelli |

| 20 de noviembre | Argentina          | 1:1 (1:1) | Chile      | Estadio Monumental, Buenos Aires  |                                   |
|                 | Galleti 43' (pen.) |           | 28' Méndez | Árbitro(s): Juan Silvagno Cavanna | Árbitro(s): Juan Silvagno Cavanna |

| Equipo    | Pts | PJ | PG | PE | PP | GF | GC | Dif |
| --------- | --- | -- | -- | -- | -- | -- | -- | --- |
| Argentina | 3   | 2  | 1  | 1  | 0  | 3  | 1  | +2  |
| Chile     | 1   | 2  | 0  | 1  | 1  | 1  | 3  | -2  |

### 1976
| 13 de octubre | Argentina                | 2:0 (1:0) | Chile | Estadio José Amalfitani, Buenos Aires |                           |
|               | Ardiles 2' · Bertoni 88' |           |       | Árbitro(s): Ramón Barreto             | Árbitro(s): Ramón Barreto |

## Goleadores
| Jugador         | Selección | Goles |
| --------------- | --------- | ----- |
| Luis Artime     | Argentina | 4     |
| Miguel Brindisi | Argentina | 4     |
| Carlos Caszely  | Chile     | 4     |